# Météorite de Bendegó
La météorite de Bendegó est une météorite trouvée en 1784 à Monte Santo, aujourd'hui dans l'État de Bahia, au Brésil. Elle est conservée au Musée national du Brésil depuis 1888. Sa masse est de 5,35 tonnes.